# De Meiboom (molen)
De Meiboom is een verdwenen molen in de Nederlandse stad Utrecht.

## Geschiedenis
In de voorgeschiedenis van De Meiboom telde de stad Utrecht in de bloeitijd tientallen molens. Vooral de verdedigingswerken rond de stad werden gebruikt als locatie voor molens. De zomerstorm van 1674 met een tornado vernielde in de stad Utrecht tal van bouwwerken. De ravage onder de molens was dusdanig dat er na de storm nog maar twee van de molens op de stadswallen overeind stonden.
De korenmolen De Meiboom werd in 1745 gebouwd op de stadswal aan het Paardenveld. 
Toen de gemeente plannen had voor een groenteveiling aan het Paardenveld, werd De Meiboom rond 1912 gesloopt. In diezelfde tijd onderging de naastgelegen molen Rijn en Son ook dit lot. In 1913 verrees een nieuwe molen genaamd Rijn en Zon een stuk noordelijker aan de Adelaarstraat. Bij de bouw ervan zijn onderdelen van De Meiboom en andere molens hergebruikt. De gevelsteen van De Meiboom met daarop onder meer een boom uitgebeeld, is in de collectie van het Centraal Museum opgenomen.